# Sidon
Sidon – miasto w Stanach Zjednoczonych, w stanie Missisipi, w hrabstwie Leflore.